# Премийё
Премийё (фр. Prémillieu) — коммуна во Франции, находится в регионе Рона — Альпы. Департамент — Эн. Входит в состав кантона Отвиль-Лонес. Округ коммуны — Белле.
Код INSEE коммуны — 01311.

## География

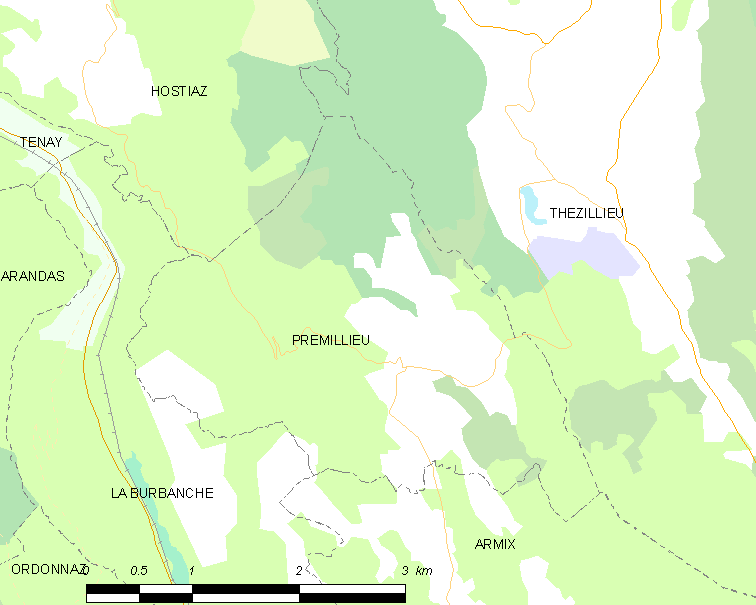
Карта коммуны

Коммуна расположена приблизительно в 420 км к юго-востоку от Парижа, в 60 км восточнее Лиона, в 50 км к юго-востоку от Бурк-ан-Бреса.
Большая часть территории коммуны покрыта лесами.

## Климат
Климат полуконтинентальный с холодной зимой и тёплым летом. Дожди бывают нечасто, в основном летом.

## Население
Население коммуны на 2010 год составляло 36 человек.
| 1962 | 1968 | 1975 | 1982 | 1990 | 1999 | 2010 |
| ---- | ---- | ---- | ---- | ---- | ---- | ---- |
| 95   | 78   | 74   | 53   | 40   | 33   | 36   |

## Администрация
| Период | Период | Фамилия          | Партия | Примечания |
| ------ | ------ | ---------------- | ------ | ---------- |
| 1995   | 2008   | Даниель Грамюссе |        |            |
| 2008   | 2020   | Мари-Клод Дела   |        |            |

## Экономика
В 2010 году среди 16 человек трудоспособного возраста (15—64 лет) 15 были экономически активными, 1 — неактивным (показатель активности — 93,8 %, в 1999 году было 62,5 %). Из 15 активных жителей работали 14 человек (6 мужчин и 8 женщин), безработным был 1 мужчина. Среди 1 неактивного 1 человек был учеником или студентом, 0 — пенсионерами, 0 были неактивными по другим причинам.